# Národní les Klamath

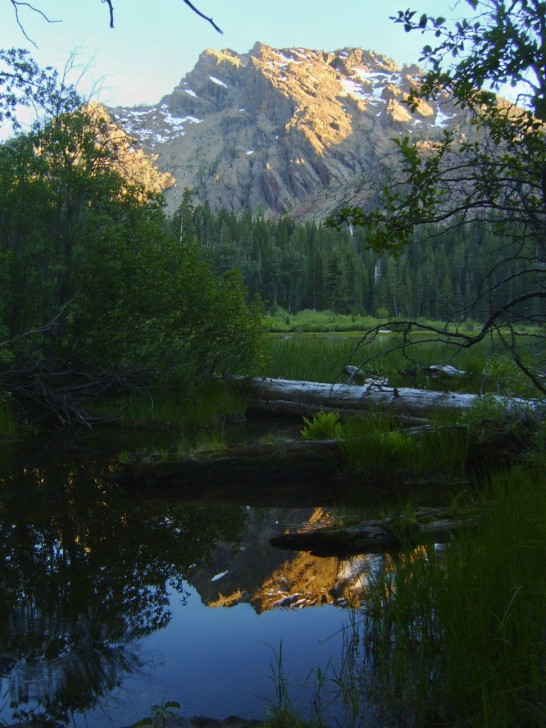
Jezero Little Elk v Národním lese Klamath.

Národní les Klamath (anglicky: Klamath National Forest) je národní les o rozloze 7 033 km2, ležící v okrese Siskiyou County v severní Kalifornii avšak s drobným přesahem (1,5%) do okresu Jackson County v sousedním Oregonu. V lese se vyskytují souvislé pásy borovice těžké, borovice jeffreyovy, douglasky tisolisté, jedle nádherné, jedle ojíněné a pazeravu. Prales zabírá asi 680 km2 plochy tohoto národního lesa. Hlavní ústředí se nachází ve městě Yreka, lokální stanice pak v Fort Jones, Happy Camp a Macdoel (všechny v Kalifornii). V lese se rovněž nachází jezero Kangaroo.